# Oecetis complex
Oecetis complex är en nattsländeart som beskrevs av Hwang 1957. Oecetis complex ingår i släktet Oecetis och familjen långhornssländor. Inga underarter finns listade i Catalogue of Life.